# لیگ قهرمانان اروپا ۰۸–۲۰۰۷
لیگ قهرمانان اروپا ۰۸–۲۰۰۷ پنجاه و سومین دوره از مسابقات فوتبال باشگاه‌های برتر اروپا و شانزدهمین دورهٔ لیگ قهرمانان اروپا بود.
دیدار نهایی در ۲۱ مه ۲۰۰۸، در ورزشگاه لوژنیکی، شهر مسکو روسیه برگزار شد. در آن دیدار که نخستین فینال تمام انگلیسی لیگ قهرمانان بود، تیم منچستر یونایتد به مصاف تیم چلسی رفت و پس از کسب تساوی ۱–۱ در تایم قانونی در ضربات پنالتی برای سومین بار فاتح لیگ قهرمانان اروپا شد.
تیم میلان مدافع عنوان قهرمانی بود، اما در نخستین دور از مرحله حذفی در برابر آرسنال شکست خورد و از گردونه رقابت‌ها حذف شد.

## سهمیه‌بندی کشورهای عضو اتحادیه
در مجموع ۷۶ تیم از ۵۲ عضو اتحادیهٔ اروپا برای شرکت در لیگ قهرمانان اروپا ۰۸–۲۰۰۷ انتخاب شدند (به‌جز لیختن‌اشتاین). هر اتحادیه بر اساس ضریب لیگ داخلی خود، و در نظر گرفتن عملکرد باشگاه‌ها در مسابقات اروپایی از فصل ۰۲–۲۰۰۱ تا ۰۶–۲۰۰۵، تعداد مشخصی از باشگاه‌ها را به لیگ قهرمانان اروپا وارد می‌کند.
- رتبه‌های ۱ تا ۳، هریک ۴ سهمیه خواهند داشت.
- رتبه‌های ۴ تا ۶، هریک ۳ سهمیه خواهند داشت.
- رتبه‌های ۷ تا ۱۵، هریک ۲ سهمیه خواهند داشت.
- رتبه‌های ۱۶ تا ۵۳، هریک ۱ سهمیه خواهند داشت.

### رتبه‌بندی اتحادیه
برای لیگ قهرمانان اروپا ۰۸–۲۰۰۷، اعضای اتحادیه مطابق با ضرایب کشوری یوفا در سال ۲۰۰۶، رتبه‌بندی می‌شوند که در آن عملکرد لیگ برتر کشورها در رقابت‌های اروپایی، از فصل ۰۲–۲۰۰۱ تا ۰۶–۲۰۰۵ در نظر گرفته می‌شود.
| رتبه | اتحادیه   | ضریب   | تیم‌ها |
| ---- | --------- | ------ | ----- |
| ۱    | اسپانیا   | ۷۲٫۷۴۸ | ۴     |
| ۲    | ایتالیا   | ۶۶٫۷۳۱ | ۴     |
| ۳    | انگلستان  | ۶۳٫۴۸۶ | ۴     |
| ۴    | فرانسه    | ۵۰٫۷۸۱ | ۳     |
| ۵    | آلمان     | ۴۸٫۳۶۴ | ۳     |
| ۶    | پرتغال    | ۴۴٫۰۴۱ | ۳     |
| ۷    | هلند      | ۴۱٫۳۳۱ | ۲     |
| ۸    | یونان     | ۳۲٫۰۸۱ | ۲     |
| ۹    | روسیه     | ۳۱٫۸۳۳ | ۲     |
| ۱۰   | رومانی    | ۳۱٫۴۵۷ | ۲     |
| ۱۱   | اسکاتلند  | ۳۰٫۳۷۵ | ۲     |
| ۱۲   | بلژیک     | ۳۰٫۲۵۰ | ۲     |
| ۱۳   | اوکراین   | ۲۶٫۶۰۰ | ۲     |
| ۱۴   | چک        | ۲۶٫۵۷۵ | ۲     |
| ۱۵   | ترکیه     | ۲۶٫۱۶۶ | ۲     |
| ۱۶   | سوئیس     | ۲۵٫۸۷۵ | ۱     |
| ۱۷   | بلغارستان | ۲۴٫۲۹۰ | ۱     |
| ۱۸   | اسرائیل   | ۲۱٫۵۴۱ | ۱     |

| رتبه | اتحادیه         | ضریب   | تیم‌ها |
| ---- | --------------- | ------ | ----- |
| ۱۹   | نروژ            | ۲۰٫۹۷۵ | ۱     |
| ۲۰   | اتریش           | ۲۰٫۳۷۵ | ۱     |
| ۲۱   | صربستان         | ۱۹٫۹۹۹ | ۱     |
| ۲۲   | لهستان          | ۱۸٫۵۰۰ | ۱     |
| ۲۳   | دانمارک         | ۱۶٫۹۵۰ | ۱     |
| ۲۴   | مجارستان        | ۱۴٫۶۶۵ | ۱     |
| ۲۵   | کرواسی          | ۱۴٫۰۸۳ | ۱     |
| ۲۶   | سوئد            | ۱۳٫۲۴۹ | ۱     |
| ۲۷   | اسلواکی         | ۱۲٫۳۳۲ | ۱     |
| ۲۸   | قبرس            | ۱۰٫۱۶۵ | ۱     |
| ۲۹   | اسلوونی         | ۱۰٫۱۶۵ | ۱     |
| ۳۰   | بوسنی و هرزگوین | ۸٫۱۶۵  | ۱     |
| ۳۱   | فنلاند          | ۷٫۳۷۳  | ۱     |
| ۳۲   | لتونی           | ۷٫۱۶۴  | ۱     |
| ۳۳   | مولداوی         | ۶٫۸۳۲  | ۱     |
| ۳۴   | گرجستان         | ۶٫۳۳۱  | ۱     |
| ۳۵   | لیتوانی         | ۵٫۸۳۲  | ۱     |
| ۳۶   | مقدونیه         | ۵٫۳۳۱  | ۱     |

| رتبه | اتحادیه      | ضریب  | تیم‌ها |
| ---- | ------------ | ----- | ----- |
| ۳۷   | ایسلند       | ۴٫۸۳۲ | ۱     |
| ۳۸   | لیختن‌اشتاین  | ۴٫۵۰۰ | ۰     |
| ۳۹   | بلاروس       | ۴٫۴۱۵ | ۱     |
| ۴۰   | ایرلند       | ۴٫۳۳۱ | ۱     |
| ۴۱   | آلبانی       | ۳٫۶۶۵ | ۱     |
| ۴۲   | ارمنستان     | ۲٫۹۹۸ | ۱     |
| ۴۳   | استونی       | ۲٫۶۶۵ | ۱     |
| ۴۴   | مالت         | ۲٫۶۶۵ | ۱     |
| ۴۵   | ولز          | ۲٫۳۳۲ | ۱     |
| ۴۶   | ایرلند شمالی | ۲٫۳۳۲ | ۱     |
| ۴۷   | آذربایجان    | ۱٫۹۹۹ | ۱     |
| ۴۸   | لوکزامبورگ   | ۱٫۸۳۲ | ۱     |
| ۴۹   | قزاقستان     | ۱٫۶۶۶ | ۱     |
| ۵۰   | جزایر فارو   | ۱٫۶۶۵ | ۱     |
| ۵۱   | سان مارینو   | ۰٫۰۰۰ | ۱     |
| ۵۲   | آندورا       | ۰٫۰۰۰ | ۱     |
| ۵۳   | مونته‌نگرو    | ۰٫۰۰۰ | ۱     |

### توزیع تیم‌ها
از آنجا که مدافع عنوان قهرمانی (میلان) از طریق لیگ داخلی به دور سوم مقدماتی لیگ قهرمانان راه یافت و به‌صورت خودکار وارد مرحله گروهی شد، جایگاه آن‌ها در دور سوم مقدماتی خالی شد و تغییرات زیر در فهرست دسترسی پیش فرض ایجاد شده‌است:
- قهرمان اتحادیه ۱۶ (سوئیس)، از دور دوم مقدماتی به دور سوم مقدماتی ارتقا می‌یابد.
- قهرمانان اتحادیه‌های ۲۳ و ۲۴ (دانمارک و مجارستان)، از دور اول مقدماتی به دور دوم مقدماتی ارتقا می‌یابند.

|                          | تیم‌هایی که در این دور وارد می‌شوند | تیم‌هایی که از دور قبل صعود کرده‌اند               |
| ------------------------ | --- | ------------------------------------------------ |
| دور اول مقدماتی (۲۸ تیم) | - ۲۸ قهرمان از اتحادیه‌های ۲۵ تا ۵۳ (به‌جز لیختن‌اشتاین) |                                                  |
| دور دوم مقدماتی (۲۸ تیم) | - ۸ قهرمان از اتحادیه‌های ۱۷ تا ۲۴ - ۶ نائب قهرمان از اتحادیه‌های ۱۰ تا ۱۵ | - ۱۴ برنده دور اول مقدماتی                       |
| دور سوم مقدماتی (۳۲ تیم) | - ۷ قهرمان از اتحادیه‌های ۱۰ تا ۱۶ - ۳ نائب قهرمان از اتحادیه‌های ۷ تا ۹ - ۶ تیم سوم از اتحادیه‌های ۱ تا ۶ - ۲ تیم چهارم از اتحادیه‌های ۱ تا ۳ (به‌جز مدافع عنوان قهرمانی میلان) | - ۱۴ برنده دور دوم مقدماتی                       |
| مرحله گروهی (۳۲ تیم)     | - ۱ مدافع عنوان قهرمانی - ۹ قهرمان از اتحادیه‌های ۱ تا ۹ - ۶ نائب قهرمان از اتحادیه‌های ۱ تا ۶                                                                                | - ۱۶ برنده دور سوم مقدماتی                       |
| مرحله حذفی (۱۶ تیم)      | | - ۸ تیم نخست مرحله گروهی - ۸ تیم دوم مرحله گروهی |

### تیم‌ها
موقعیت تیم‌ها در لیگ کشورشان در فصل قبل، داخل پرانتز درج شده‌است. (TH: دارنده عنوان قهرمانی لیگ قهرمانان اروپا)
| مرحله گروهی          | مرحله گروهی           | مرحله گروهی            | مرحله گروهی          |
| -------------------- | --------------------- | ---------------------- | -------------------- |
| رئال مادرید (اول)    | منچستر یونایتد (اول)  | اشتوتگارت (اول)        | آیندهوون (اول)       |
| بارسلونا (دوم)       | چلسی (دوم)            | شالکه ۰۴ (دوم)         | المپیاکوس (اول)      |
| اینتر میلان (اول)    | المپیک لیون (اول)     | پورتو (اول)            | زسکا مسکو (اول)      |
| آ.اس. رم (دوم)       | المپیک مارسی (دوم)    | اسپورتینگ (دوم)        | میلانTH(چهارم)       |
| دور سوم مقدماتی      |                       |                        |                      |
| سویا (سوم)           | تولوز (سوم)           | اسپارتاک مسکو (دوم)    | دینامو کی‌یف (اول)    |
| والنسیا (چهارم)      | وردر برمن (سوم)       | دینامو بخارست (اول)    | اسپارتا پراگ (اول)   |
| لاتزیو (سوم)         | بنفیکا (سوم)          | سلتیک (اول)            | فنرباغچه (اول)       |
| لیورپول (سوم)        | آژاکس (پلی‌آف)[Note 1] | اندرلشت (اول)          | زوریخ (اول)          |
| آرسنال (چهارم)       | آ.ا. ک آتن (دوم)      |                        |                      |
| دور دوم مقدماتی      |                       |                        |                      |
| استوا بخارست (دوم)   | اسلاویا پراگ (دوم)    | روزنبورگ (اول)         | زاگوئبیه لوبین (اول) |
| رنجرز (دوم)          | بشیکتاش (دوم)         | ردبول زالتسبورگ (اول)  | کپنهاگن (اول)        |
| خنک (دوم)            | لفسکی صوفیه (اول)     | ستاره سرخ بلگراد (اول) | دبرتسنی (اول)        |
| شاختار دونتسک (دوم)  | بیتار اورشلیم (اول)   |                        |                      |
| دور اول مقدماتی      |                       |                        |                      |
| دینامو زاگرب (اول)   | ونتسپیلس (اول)        | دری سیتی (دوم)[Note 2] | خزر لنکران (اول)     |
| الفسبورگ (اول)       | شریف تیراسپول (اول)   | تیرانا (اول)           | اف۹۱ دودلانژ (اول)   |
| ژیلینا (اول)         | الیمپی روستاوی (اول)  | پیونیک (اول)           | آستانه (اول)         |
| آپوئل (اول)          | کاوناس (اول)          | لوادیا تالین (اول)     | هاونر بولتفلاگ (اول) |
| دمژاله (اول)         | پوبدا (اول)           | Marsaxlokk (اول)       | Rànger's (اول)       |
| سارایوو (اول)        | اف اچ (اول)           | نیو سنتس (اول)         | موراتا (اول)         |
| تامپره یونایتد (اول) | باته بوریسف (اول)     | لینفیلد (اول)          | زیتا (اول)           |

یادداشت
1. ^ هلند: آژاکس پس از غلبه بر آزد آلکمار در فینال پلی‌آف، به‌عنوان سهمیه دوم هلند راهی لیگ قهرمانان شد.
2. ^ جمهوری ایرلند: پس از آنکه قهرمان فصل قبل شلبورن، به‌خاطر مشکلات مالی موفق به اخذ مجوز لیگ برتر ۲۰۰۷ نشد، تیم دوم دری سیتی به لیگ قهرمانان راه یافت.[۱۹]

## تاریخ بازی‌ها و قرعه‌کشی
تقویم تاریخ بازی‌هاو قرعه‌کشی را نشان می‌دهد.
| مرحله       | دور             | تاریخ قرعه کشی | بازی رفت                            | بازی برگشت                          |
| ----------- | --------------- | -------------- | ----------------------------------- | ----------------------------------- |
| مقدماتی     | دور اول مقدماتی | ۲۹ ژوئن ۲۰۰۷   | ۱۷–۱۸ ژوئیه ۲۰۰۷                    | ۲۴–۲۵ ژوئیه ۲۰۰۷                    |
| مقدماتی     | دور دوم مقدماتی | ۲۹ ژوئن ۲۰۰۷   | ۳۱ ژوئیه–۱ اوت ۲۰۰۷                 | ۷–۸ اوت ۲۰۰۷                        |
| مقدماتی     | دور سوم مقدماتی | ۳ اوت ۲۰۰۷     | ۱۴–۱۵ اوت ۲۰۰۷                      | ۲۸–۲۹ اوت ۲۰۰۷                      |
| مرحله گروهی | هفته اول        | ۳۰ اوت ۲۰۰۷    | ۱۸–۱۹ سپتامبر ۲۰۰۷                  | ۱۸–۱۹ سپتامبر ۲۰۰۷                  |
| مرحله گروهی | هفته دوم        | ۳۰ اوت ۲۰۰۷    | ۲–۳ اکتبر ۲۰۰۷                      | ۲–۳ اکتبر ۲۰۰۷                      |
| مرحله گروهی | هفته سوم        | ۳۰ اوت ۲۰۰۷    | ۲۳–۲۴ اکتبر ۲۰۰۷                    | ۲۳–۲۴ اکتبر ۲۰۰۷                    |
| مرحله گروهی | هفته چهارم      | ۳۰ اوت ۲۰۰۷    | ۶–۷ نوامبر ۲۰۰۷                     | ۶–۷ نوامبر ۲۰۰۷                     |
| مرحله گروهی | هفته پنجم       | ۳۰ اوت ۲۰۰۷    | ۲۷–۲۸ نوامبر ۲۰۰۷                   | ۲۷–۲۸ نوامبر ۲۰۰۷                   |
| مرحله گروهی | هفته ششم        | ۳۰ اوت ۲۰۰۷    | ۱۱–۱۲ دسامبر ۲۰۰۷(الف)              | ۱۱–۱۲ دسامبر ۲۰۰۷(الف)              |
| مرحله حذفی  | یک‌هشتم نهایی    | ۲۱ دسامبر ۲۰۰۷ | ۱۹–۲۰ فوریه ۲۰۰۸                    | ۴–۱۱ مارس ۲۰۰۸(ب)                   |
| مرحله حذفی  | یک‌چهارم نهایی   | ۱۴ مارس ۲۰۰۸   | ۱–۲ آوریل ۲۰۰۸                      | ۸–۹ آوریل ۲۰۰۸                      |
| مرحله حذفی  | نیمه نهایی      | ۱۴ مارس ۲۰۰۸   | ۲۲–۲۳ آوریل ۲۰۰۸                    | ۲۹–۳۰ آوریل ۲۰۰۸                    |
| مرحله حذفی  | فینال           | ۱۴ مارس ۲۰۰۸   | ۲۱ مه ۲۰۰۸ در ورزشگاه لوژنیکی، مسکو | ۲۱ مه ۲۰۰۸ در ورزشگاه لوژنیکی، مسکو |

(الف) تیم‌های گروه D، به‌خاطر حضور میلان در ۱۳ و ۱۶ دسامبر در جام باشگاه‌های جهان ۲۰۰۷ در ژاپن، مسابقات هفته ششم را در ۴ دسامبر برگزار کردند.
(ب) با توجه به آن که تیم‌های میلان و اینتر هر دو از ورزشگاه سن سیرو برای بازی‌های خانگی خود استفاده می‌کنند، و بر اساس قرعه، هر دو باید در بازی برگشت دور اول حذفی در خانه از حریف خود میزبانی کنند، بازی خانگی اینتر برابر لیورپول یک هفته به تعویق افتاد و در ۱۱ مارس ۲۰۰۸ برگزار شد.

## دور مقدماتی

### دور اول مقدماتی
قرعه‌کشی در روز جمعه، ۲۹ ژوئن ۲۰۰۷ در نیون، سوئیس برگزار شد. قرعه‌کشی توسط دیوید تیلور دبیرکل یوفا و میکله چنتنارو رئیس مسابقات باشگاهی یوفا برگزار شد. مسابقات دور رفت در ۱۷ و ۱۸ ژوئیه و مسابقات دور برگشت در ۲۴ و ۲۵ ژوئیه ۲۰۰۷ برگزار شد.
| تیم ۱          | نتیجه‌نهایی | تیم ۲          | بازی رفت | بازی برگشت |
| -------------- | ---------- | -------------- | -------- | ---------- |
| خزر لنکران     | ۲–۴        | دینامو زاگرب   | ۱–۱      | ۱–۳ (و.ا.) |
| آپوئل          | ۲–۳        | باته بوریسف    | ۲–۰      | ۰–۳ (و.ا.) |
| شریف تیراسپول  | ۵–۰        | Rànger's       | ۲–۰      | ۳–۰        |
| اف اچ          | ۴–۱        | هاونر بولتفلاگ | ۴–۱      | ۰–۰        |
| نیو سنتس       | ۴–۴ (گ.ز.) | ونتسپیلس       | ۳–۲      | ۱–۲        |
| پوبدا          | ۰–۱        | لوادیا تالین   | ۰–۱      | ۰–۰        |
| الیمپی روستاوی | ۰–۳        | آستانه         | ۰–۰      | ۰–۳        |
| زیتا           | ۵–۴        | کاوناس         | ۳–۱      | ۲–۳        |
| موراتا         | ۱–۴        | تامپره یونایتد | ۱–۲      | ۰–۲        |
| اف۹۱ دودلانژ   | ۵–۷        | ژیلینا         | ۱–۲      | ۴–۵        |
| لینفیلد        | ۰–۱        | الفسبورگ       | ۰–۰      | ۰–۱        |
| دری سیتی       | ۰–۲        | پیونیک         | ۰–۰      | ۰–۲        |
| Marsaxlokk     | ۱–۹        | سارایوو        | ۰–۶      | ۱–۳        |
| دمژاله         | ۳–۱        | تیرانا         | ۱–۰      | ۲–۱        |

### دور دوم مقدماتی
قرعه‌کشی در روز جمعه، ۲۹ ژوئن ۲۰۰۷ در نیون، سوئیس برگزار شد. قرعه‌کشی توسط دیوید تیلور دبیرکل یوفا و میکله چنتنارو رئیس مسابقات باشگاهی یوفا برگزار شد. مسابقات دور رفت در ۳۱ ژوئیه و ۱ اوت و مسابقات دور برگشت در ۷ و ۸ اوت ۲۰۰۷ برگزار شد.
| تیم ۱            | نتیجه‌نهایی  | تیم ۲         | بازی رفت | بازی برگشت |
| ---------------- | ----------- | ------------- | -------- | ---------- |
| پیونیک           | ۱–۴         | شاختار دونتسک | ۰–۲      | ۱–۲        |
| ستاره سرخ بلگراد | ۲–۲ (گ.ز.)  | لوادیا تالین  | ۱–۰      | ۱–۲        |
| رنجرز            | ۳–۰         | زیتا          | ۲–۰      | ۱–۰        |
| دبرتسنی          | ۰–۱         | الفسبورگ      | ۰–۱      | ۰–۰        |
| زاگوئبیه لوبین   | ۱–۳         | استوا بخارست  | ۰–۱      | ۱–۲        |
| خنک              | ۲–۲ (گ.ز.)  | سارایوو       | ۱–۲      | ۱–۰        |
| ونتسپیلس         | ۰–۷         | زالتسبورگ     | ۰–۳      | ۰–۴        |
| آستانه           | ۲–۱۰        | روزنبورگ      | ۱–۳      | ۱–۷        |
| اف اچ            | ۲–۴         | باته بوریسف   | ۱–۳      | ۱–۱        |
| کپنهاگن          | ۲–۱         | بیتار اورشلیم | ۱–۰      | ۱–۱ (و.ا.) |
| ژیلینا           | ۰–۰ (۳–۴ پ) | اسلاویا پراگ  | ۰–۰      | ۰–۰ (و.ا.) |
| تامپره یونایتد   | ۲–۰         | لفسکی صوفیه   | ۱–۰      | ۱–۰        |
| دمژاله           | ۲–۵         | دینامو زاگرب  | ۱–۲      | ۱–۳        |
| بشیکتاش          | ۴–۰         | شریف تیراسپول | ۱–۰      | ۳–۰        |

### دور سوم مقدماتی
قرعه‌کشی در روز جمعه، ۳ اوت ۲۰۰۷ در نیون، سوئیس برگزار شد. قرعه‌کشی توسط دیوید تیلور دبیرکل یوفا و جورجیو مارکتی مدیر فوتبال حرفه‌ای یوفا برگزار شد. مسابقات دور رفت در ۱۴ و ۱۵ اوت و مسابقات دور برگشت در ۲۸ و ۲۹ اوت ۲۰۰۷ برگزار شد. برندگان این دور، راهی مرحله گروهی شدند در حالیکه بازندگان راهی دور اول جام یوفا شدند. به علت درگذشت آنتونیو پوئرتا، مسابقه دور برگشت سویا برابر آ.ا. ک آتن، تا ۳ سپتامبر به تعویق افتاد.
| تیم ۱           | نتیجه‌نهایی  | تیم ۲            | بازی رفت | بازی برگشت |
| --------------- | ----------- | ---------------- | -------- | ---------- |
| باته بوریسف     | ۲–۴         | استوا بخارست     | ۲–۲      | ۰–۲        |
| تامپره یونایتد  | ۰–۵         | روزنبورگ         | ۰–۳      | ۰–۲        |
| اسپارتاک مسکو   | ۲–۲ (۳–۴ پ) | سلتیک            | ۱–۱      | ۱–۱ (و.ا.) |
| وردر برمن       | ۵–۳         | دینامو زاگرب     | ۲–۱      | ۳–۲        |
| ردبول زالتسبورگ | ۲–۳         | شاختار دونتسک    | ۱–۰      | ۱–۳        |
| آژاکس           | ۱–۳         | اسلاویا پراگ     | ۰–۱      | ۱–۲        |
| والنسیا         | ۵–۱         | الفسبورگ         | ۳–۰      | ۲–۱        |
| سارایوو         | ۰–۴         | دینامو کی‌یف      | ۰–۱      | ۰–۳        |
| فنرباغچه        | ۳–۰         | اندرلشت          | ۱–۰      | ۲–۰        |
| رنجرز           | ۱–۰         | ستاره سرخ بلگراد | ۱–۰      | ۰–۰        |
| تولوز           | ۰–۵         | لیورپول          | ۰–۱      | ۰–۴        |
| بنفیکا          | ۳–۱         | کپنهاگن          | ۲–۱      | ۱–۰        |
| لاتزیو          | ۴–۲         | دینامو بخارست    | ۱–۱      | ۳–۱        |
| اسپارتا پراگ    | ۰–۵         | آرسنال           | ۰–۲      | ۰–۳        |
| زوریخ           | ۱–۳         | بشیکتاش          | ۱–۱      | ۰–۲        |
| سویا            | ۶–۱         | آ.ا. ک آتن       | ۲–۰      | ۴–۱        |

## مرحله گروهی
قرعه‌کشی مرحله گروهی در روز پنج‌شنبه ۳۰ اوت ۲۰۰۷، در در تالار گفتگوی گریمالدی در موناکو برگزار شد. پدرو پینتو میزبان مراسم قرعه‌کشی بود و این مراسم توسط دیوید تیلور دبیرکل یوفا و میکله چنتنارو رئیس مسابقات باشگاهی یوفا برگزار شد. مسابقات مابین ۱۸ سپتامبر تا ۱۲ دسامبر ۲۰۰۷ برگزار شد.
تیم‌های اول و دوم هر گروه راهی مرحله حذفی شدند و تیم‌های رتبه سوم راهی مرحله یک‌شانزدهم نهایی جام یوفا شدند. بر اساس پاراگراف ۶٫۰۵ در آئین‌نامه یوفا برای فصل جاری، اگر دو یا تعداد بیشتری تیم در یک گروه امتیاز برابری داشته باشند، معیارهای زیر برای تعیین رتبه‌بندی اعمال می‌شود:
1. امتیاز کسب شده در مسابقات رو در رو، در بین تیم‌های با امتیاز برابر
2. تفاضل گل در مسابقات رو در رو در بین تیم‌های با امتیاز برابر
3. گل زده در مسابقات خارج از خانه در بین تیم‌های با امتیاز برابر
4. تفاضل گل در تمام مسابقات گروهی
5. گل زده در تمام مسابقات گروهی
6. ضریب یوفا در بین تیم‌های با امتیاز برابر، و همچنین ضریب یوفای اتحادیه مربوطه طی پنج فصل گذشته

سویا و اسلاویا پراگ برای نخستین بار در مرحله گروهی لیگ قهرمانان حاضر شدند.
| کلید رنگ‌ها در جدول گروهی                 |
| ---------------------------------------- |
| تیم‌هایی که راهی دور اول مرحله حذفی شدند. |
| تیم‌هایی که راهی جام یوفا شدند.           |

در جدول نتایج، تیم میزبان در ستون سمت راست فهرست شده‌است.

### گروه A
| تیم          | بازی | برد | تساوی | باخت | گل‌ز | گل‌خ | ت‌گل | امتیاز |  | POR | LIV | OM  | BJK |
| ------------ | ---- | --- | ----- | ---- | --- | --- | --- | ------ |  | --- | --- | --- | --- |
| پورتو        | ۶    | ۳   | ۲     | ۱    | ۸   | ۷   | +۱  | ۱۱     |  | —   | ۱–۱ | ۲–۱ | ۲–۰ |
| لیورپول      | ۶    | ۳   | ۱     | ۲    | ۱۸  | ۵   | +۱۳ | ۱۰     |  | ۴–۱ | —   | ۰–۱ | ۸–۰ |
| المپیک مارسی | ۶    | ۲   | ۱     | ۳    | ۶   | ۹   | −۳  | ۷      |  | ۱–۱ | ۰–۴ | —   | ۲–۰ |
| بشیکتاش      | ۶    | ۲   | ۰     | ۴    | ۴   | ۱۵  | −۱۱ | ۶      |  | ۰–۱ | ۲–۱ | ۲–۱ | —   |

### گروه B
| تیم      | بازی | برد | تساوی | باخت | گل‌ز | گل‌خ | ت‌گل | امتیاز |  | CHE | SCH | ROS | VAL |
| -------- | ---- | --- | ----- | ---- | --- | --- | --- | ------ |  | --- | --- | --- | --- |
| چلسی     | ۶    | ۳   | ۳     | ۰    | ۹   | ۲   | +۷  | ۱۲     |  | —   | ۲–۰ | ۱–۱ | ۰–۰ |
| شالکه ۰۴ | ۶    | ۲   | ۲     | ۲    | ۵   | ۴   | +۱  | ۸      |  | ۰–۰ | —   | ۳–۱ | ۰–۱ |
| روزنبورگ | ۶    | ۲   | ۱     | ۳    | ۶   | ۱۰  | −۴  | ۷      |  | ۰–۴ | ۰–۲ | —   | ۲–۰ |
| والنسیا  | ۶    | ۱   | ۲     | ۳    | ۲   | ۶   | −۴  | ۵      |  | ۱–۲ | ۰–۰ | ۰–۲ | —   |

### گروه C
| تیم         | بازی | برد | تساوی | باخت | گل‌ز | گل‌خ | ت‌گل | امتیاز |  | RM  | OLY | BRM | LAZ |
| ----------- | ---- | --- | ----- | ---- | --- | --- | --- | ------ |  | --- | --- | --- | --- |
| رئال مادرید | ۶    | ۳   | ۲     | ۱    | ۱۳  | ۹   | +۴  | ۱۱     |  | —   | ۴–۲ | ۲–۱ | ۳–۱ |
| المپیاکوس   | ۶    | ۳   | ۲     | ۱    | ۱۱  | ۷   | +۴  | ۱۱     |  | ۰–۰ | —   | ۳–۰ | ۱–۱ |
| وردر برمن   | ۶    | ۲   | ۰     | ۴    | ۸   | ۱۳  | −۵  | ۶      |  | ۳–۲ | ۱–۳ | —   | ۲–۱ |
| لاتزیو      | ۶    | ۱   | ۲     | ۳    | ۸   | ۱۱  | −۳  | ۵      |  | ۲–۲ | ۱–۲ | ۲–۱ | —   |

### گروه D
| تیم           | بازی | برد | تساوی | باخت | گل‌ز | گل‌خ | ت‌گل | امتیاز |  | MIL | CEL | BEN | SHA |
| ------------- | ---- | --- | ----- | ---- | --- | --- | --- | ------ |  | --- | --- | --- | --- |
| میلان         | ۶    | ۴   | ۱     | ۱    | ۱۲  | ۵   | +۷  | ۱۳     |  | —   | ۱–۰ | ۲–۱ | ۴–۱ |
| سلتیک         | ۶    | ۳   | ۰     | ۳    | ۵   | ۶   | −۱  | ۹      |  | ۲–۱ | —   | ۱–۰ | ۲–۱ |
| بنفیکا        | ۶    | ۲   | ۱     | ۳    | ۵   | ۶   | −۱  | ۷      |  | ۱–۱ | ۱–۰ | —   | ۰–۱ |
| شاختار دونتسک | ۶    | ۲   | ۰     | ۴    | ۶   | ۱۱  | −۵  | ۶      |  | ۰–۳ | ۲–۰ | ۱–۲ | —   |

### گروه E
| تیم         | بازی | برد | تساوی | باخت | گل‌ز | گل‌خ | ت‌گل | امتیاز |  | BAR | OL  | RAN | STU |
| ----------- | ---- | --- | ----- | ---- | --- | --- | --- | ------ |  | --- | --- | --- | --- |
| بارسلونا    | ۶    | ۴   | ۲     | ۰    | ۱۲  | ۳   | +۹  | ۱۴     |  | —   | ۳–۰ | ۲–۰ | ۳–۱ |
| المپیک لیون | ۶    | ۳   | ۱     | ۲    | ۱۱  | ۱۰  | +۱  | ۱۰     |  | ۲–۲ | —   | ۰–۳ | ۴–۲ |
| رنجرز       | ۶    | ۲   | ۱     | ۳    | ۷   | ۹   | −۲  | ۷      |  | ۰–۰ | ۰–۳ | —   | ۲–۱ |
| اشتوتگارت   | ۶    | ۱   | ۰     | ۵    | ۷   | ۱۵  | −۸  | ۳      |  | ۰–۲ | ۰–۲ | ۳–۲ | —   |

### گروه F
| تیم            | بازی | برد | تساوی | باخت | گل‌ز | گل‌خ | ت‌گل | امتیاز |  | MU  | ROM | SCP | DK  |
| -------------- | ---- | --- | ----- | ---- | --- | --- | --- | ------ |  | --- | --- | --- | --- |
| منچستر یونایتد | ۶    | ۵   | ۱     | ۰    | ۱۳  | ۴   | +۹  | ۱۶     |  | —   | ۱–۰ | ۲–۱ | ۴–۰ |
| آ.اس. رم       | ۶    | ۳   | ۲     | ۱    | ۱۱  | ۶   | +۵  | ۱۱     |  | ۱–۱ | —   | ۲–۱ | ۲–۰ |
| اسپورتینگ      | ۶    | ۲   | ۱     | ۳    | ۹   | ۸   | +۱  | ۷      |  | ۰–۱ | ۲–۲ | —   | ۳–۰ |
| دینامو کی‌یف    | ۶    | ۰   | ۰     | ۶    | ۴   | ۱۹  | −۱۵ | ۰      |  | ۲–۴ | ۱–۴ | ۱–۲ | —   |

### گروه G
| تیم         | بازی | برد | تساوی | باخت | گل‌ز | گل‌خ | ت‌گل | امتیاز |  | INT | FEN | PSV | CSK |
| ----------- | ---- | --- | ----- | ---- | --- | --- | --- | ------ |  | --- | --- | --- | --- |
| اینتر میلان | ۶    | ۵   | ۰     | ۱    | ۱۲  | ۴   | +۸  | ۱۵     |  | —   | ۳–۰ | ۲–۰ | ۴–۲ |
| فنرباغچه    | ۶    | ۳   | ۲     | ۱    | ۸   | ۶   | +۲  | ۱۱     |  | ۱–۰ | —   | ۲–۰ | ۳–۱ |
| آیندهوون    | ۶    | ۲   | ۱     | ۳    | ۳   | ۶   | −۳  | ۷      |  | ۰–۱ | ۰–۰ | —   | ۲–۱ |
| زسکا مسکو   | ۶    | ۰   | ۱     | ۵    | ۷   | ۱۴  | −۷  | ۱      |  | ۱–۲ | ۲–۲ | ۰–۱ | —   |

### گروه H
| تیم          | بازی | برد | تساوی | باخت | گل‌ز | گل‌خ | ت‌گل | امتیاز |  | SEV | ARS | SLV | STE |
| ------------ | ---- | --- | ----- | ---- | --- | --- | --- | ------ |  | --- | --- | --- | --- |
| سویا         | ۶    | ۵   | ۰     | ۱    | ۱۴  | ۷   | +۷  | ۱۵     |  | —   | ۳–۱ | ۴–۲ | ۲–۱ |
| آرسنال       | ۶    | ۴   | ۱     | ۱    | ۱۴  | ۴   | +۱۰ | ۱۳     |  | ۳–۰ | —   | ۷–۰ | ۲–۱ |
| اسلاویا پراگ | ۶    | ۱   | ۲     | ۳    | ۵   | ۱۶  | −۱۱ | ۵      |  | ۰–۳ | ۰–۰ | —   | ۲–۱ |
| استوا بخارست | ۶    | ۰   | ۱     | ۵    | ۴   | ۱۰  | −۶  | ۱      |  | ۰–۲ | ۰–۱ | ۱–۱ | —   |

## مرحله حذفی
از مرحله یک‌هشتم نهایی تا پایان مرحله نیمه نهایی، تیم‌ها بر اساس همان قوانین مرحله مقدماتی، دو بازی رفت و برگشت انجام خواهند داد که در صورت برنده شدن در مجموع بازی‌ها، به دور بعد راه می‌یابند. در مرحله یک‌هشتم نهایی، تیم‌هایی که در یک گروه بودند یا از یک کشور هستند نمی‌توانند با یکدیگر روبرو شوند.
قرعه‌کشی مرحله یک‌هشتم نهایی در روز جمعه، ۲۱ دسامبر ۲۰۰۷ در نیون، سوئیس برگزار شد. قرعه‌کشی توسط دیوید تیلور دبیرکل یوفا و جورجیو مارکتی مدیر فوتبال حرفه‌ای یوفا برگزار شد.
قرعه‌کشی مراحل یک‌چهارم نهایی و نیمه نهایی هر دو در روز جمعه، ۱۴ مارس ۲۰۰۸ در نیون، سوئیس برگزار شد. قرعه‌کشی توسط دیوید تیلور دبیرکل یوفا و رینات داسایف سفیر فینال در مسکو، برگزار شد. بر خلاف مرحله یک‌هشتم نهایی، تیم‌هایی که در یک گروه بودند یا از یک کشور هستند، از مرحله یک‌چهارم نهایی به بعد می‌توانند با یکدیگر روبرو شوند.

### براکت
|  | یک‌هشتم نهایی   | یک‌هشتم نهایی   | یک‌هشتم نهایی | یک‌هشتم نهایی |   |          | یک‌چهارم نهایی | یک‌چهارم نهایی | یک‌چهارم نهایی | یک‌چهارم نهایی |  |          | نیمه نهایی | نیمه نهایی | نیمه نهایی | نیمه نهایی |                     |       | فینال | فینال |
|  |                |                |              |              |   |          |               |               |               |               |  |          |            |            |            |            |                     |       |       |       |
|  | شالکه ۰۴ (پ.)  | ۱              | ۰            | ۱ (۴)        |   |          |               |               |               |               |  |          |            |            |            |            |                     |       |       |       |
|  | پورتو          | ۰              | ۱            | ۱ (۱)        |   |          |               |               |               |               |  |          |            |            |            |            |                     |       |       |       |
|  | پورتو          | ۰              | ۱            | ۱ (۱)        |   | شالکه ۰۴ | ۰             | ۰             | ۰             |               |  |          |            |            |            |            |                     |       |       |       |
|  |                |                |              |              |   | شالکه ۰۴ | ۰             | ۰             | ۰             |               |  |          |            |            |            |            |                     |       |       |       |
|  |                | بارسلونا       | ۱            | ۱            | ۲ |          |               |               |               |               |  |          |            |            |            |            |                     |       |       |       |
|  | سلتیک          | بارسلونا       | ۱            | ۱            | ۲ | ۲        | ۰             | ۲             |               |               |  |          |            |            |            |            |                     |       |       |       |
|  | سلتیک          |                |              |              |   | ۲        | ۰             | ۲             |               |               |  |          |            |            |            |            |                     |       |       |       |
|  | بارسلونا       | ۳              | ۱            | ۴            |   |          |               |               |               |               |  |          |            |            |            |            |                     |       |       |       |
|  | بارسلونا       | ۳              | ۱            | ۴            |   |          |               |               |               |               |  | بارسلونا | ۰          | ۰          | ۰          |            |                     |       |       |       |
|  |                |                |              |              |   |          |               |               |               |               |  | بارسلونا | ۰          | ۰          | ۰          |            |                     |       |       |       |
|  |                | منچستر یونایتد | ۰            | ۱            | ۱ |          |               |               |               |               |  |          |            |            |            |            |                     |       |       |       |
|  | آ.اس. رم       | منچستر یونایتد | ۰            | ۱            | ۱ | ۲        | ۲             | ۴             |               |               |  |          |            |            |            |            |                     |       |       |       |
|  | آ.اس. رم       |                |              |              |   | ۲        | ۲             | ۴             |               |               |  |          |            |            |            |            |                     |       |       |       |
|  | رئال مادرید    | ۱              | ۱            | ۲            |   |          |               |               |               |               |  |          |            |            |            |            |                     |       |       |       |
|  | رئال مادرید    | ۱              | ۱            | ۲            |   | آ.اس. رم | ۰             | ۰             | ۰             |               |  |          |            |            |            |            |                     |       |       |       |
|  |                |                |              |              |   | آ.اس. رم | ۰             | ۰             | ۰             |               |  |          |            |            |            |            |                     |       |       |       |
|  |                | منچستر یونایتد | ۲            | ۱            | ۳ |          |               |               |               |               |  |          |            |            |            |            |                     |       |       |       |
|  | المپیک لیون    | منچستر یونایتد | ۲            | ۱            | ۳ | ۱        | ۰             | ۱             |               |               |  |          |            |            |            |            |                     |       |       |       |
|  | المپیک لیون    |                |              |              |   | ۱        | ۰             | ۱             |               |               |  |          |            |            |            |            |                     |       |       |       |
|  | منچستر یونایتد | ۱              | ۱            | ۲            |   |          |               |               |               |               |  |          |            |            |            |            |                     |       |       |       |
|  | منچستر یونایتد | ۱              | ۱            | ۲            |   |          |               |               |               |               |  |          |            |            |            |            | منچستر یونایتد (پ.) | ۱ (۶) |       |       |
|  |                |                |              |              |   |          |               |               |               |               |  |          |            |            |            |            |                     | ۱ (۶) |       |       |
|  |                | چلسی           | ۱ (۵)        |              |   |          |               |               |               |               |  |          |            |            |            |            |                     |       |       |       |
|  | آرسنال         | چلسی           | ۱ (۵)        | ۰            | ۲ | ۲        |               |               |               |               |  |          |            |            |            |            |                     |       |       |       |
|  | آرسنال         |                |              | ۰            | ۲ | ۲        |               |               |               |               |  |          |            |            |            |            |                     |       |       |       |
|  | میلان          | ۰              | ۰            | ۰            |   |          |               |               |               |               |  |          |            |            |            |            |                     |       |       |       |
|  | میلان          | ۰              | ۰            | ۰            |   | آرسنال   | ۱             | ۲             | ۳             |               |  |          |            |            |            |            |                     |       |       |       |
|  |                |                |              |              |   | آرسنال   | ۱             | ۲             | ۳             |               |  |          |            |            |            |            |                     |       |       |       |
|  |                | لیورپول        | ۱            | ۴            | ۵ |          |               |               |               |               |  |          |            |            |            |            |                     |       |       |       |
|  | لیورپول        | لیورپول        | ۱            | ۴            | ۵ | ۲        | ۱             | ۳             |               |               |  |          |            |            |            |            |                     |       |       |       |
|  | لیورپول        |                |              |              |   | ۲        | ۱             | ۳             |               |               |  |          |            |            |            |            |                     |       |       |       |
|  | اینتر میلان    | ۰              | ۰            | ۰            |   |          |               |               |               |               |  |          |            |            |            |            |                     |       |       |       |
|  | اینتر میلان    | ۰              | ۰            | ۰            |   |          |               |               |               |               |  | لیورپول  | ۱          | ۲          | ۳          |            |                     |       |       |       |
|  |                |                |              |              |   |          |               |               |               |               |  | لیورپول  | ۱          | ۲          | ۳          |            |                     |       |       |       |
|  |                | چلسی (و.ا.)    | ۱            | ۳            | ۴ |          |               |               |               |               |  |          |            |            |            |            |                     |       |       |       |
|  | فنرباغچه (پ.)  | چلسی (و.ا.)    | ۱            | ۳            | ۴ | ۳        | ۲             | ۵ (۳)         |               |               |  |          |            |            |            |            |                     |       |       |       |
|  | فنرباغچه (پ.)  |                |              |              |   | ۳        | ۲             | ۵ (۳)         |               |               |  |          |            |            |            |            |                     |       |       |       |
|  | سویا           | ۲              | ۳            | ۵ (۲)        |   |          |               |               |               |               |  |          |            |            |            |            |                     |       |       |       |
|  | سویا           | ۲              | ۳            | ۵ (۲)        |   | فنرباغچه | ۲             | ۰             | ۲             |               |  |          |            |            |            |            |                     |       |       |       |
|  |                |                |              |              |   | فنرباغچه | ۲             | ۰             | ۲             |               |  |          |            |            |            |            |                     |       |       |       |
|  |                | چلسی           | ۱            | ۲            | ۳ |          |               |               |               |               |  |          |            |            |            |            |                     |       |       |       |
|  | المپیاکوس      | چلسی           | ۱            | ۲            | ۳ | ۰        | ۰             | ۰             |               |               |  |          |            |            |            |            |                     |       |       |       |
|  | المپیاکوس      |                |              |              |   | ۰        | ۰             | ۰             |               |               |  |          |            |            |            |            |                     |       |       |       |
|  | چلسی           | ۰              | ۳            | ۳            |   |          |               |               |               |               |  |          |            |            |            |            |                     |       |       |       |

### یک‌هشتم نهایی
مسابقات دور رفت در ۱۹ و ۲۰ فوریه، و مسابقات دور برگشت در ۴ و ۵ مارس ۲۰۰۸ برگزار شد. به دلیل استفاده از استادیوم مشترک توسط میلان، مسابقه برگشت اینتر میلان برابر لیورپول با یک هفته تأخیر در ۱۱ مارس برگزار شد.
| تیم ۱       | نتیجه‌نهایی  | تیم ۲          | بازی رفت | بازی برگشت |
| ----------- | ----------- | -------------- | -------- | ---------- |
| سلتیک       | ۲–۴         | بارسلونا       | ۲–۳      | ۰–۱        |
| المپیک لیون | ۱–۲         | منچستر یونایتد | ۱–۱      | ۰–۱        |
| شالکه ۰۴    | ۱–۱ (۴–۱ پ) | پورتو          | ۱–۰      | ۰–۱ (و.ا.) |
| لیورپول     | ۳–۰         | اینتر میلان    | ۲–۰      | ۱–۰        |
| آ.اس. رم    | ۴–۲         | رئال مادرید    | ۲–۱      | ۲–۱        |
| آرسنال      | ۲–۰         | میلان          | ۰–۰      | ۲–۰        |
| المپیاکوس   | ۰–۳         | چلسی           | ۰–۰      | ۰–۳        |
| فنرباغچه    | ۵–۵ (۳–۲ پ) | سویا           | ۳–۲      | ۲–۳ (و.ا.) |

### یک‌چهارم نهایی
مسابقات دور رفت در ۱ و ۲ آوریل و مسابقات دور برگشت در ۸ و ۹ آوریل ۲۰۰۸ برگزار شد.
| تیم ۱    | نتیجه‌نهایی | تیم ۲          | بازی رفت | بازی برگشت |
| -------- | ---------- | -------------- | -------- | ---------- |
| آرسنال   | ۳–۵        | لیورپول        | ۱–۱      | ۲–۴        |
| آ.اس. رم | ۰–۳        | منچستر یونایتد | ۰–۲      | ۰–۱        |
| شالکه ۰۴ | ۰–۲        | بارسلونا       | ۰–۱      | ۰–۱        |
| فنرباغچه | ۲–۳        | چلسی           | ۲–۱      | ۰–۲        |

### نیمه نهایی
مسابقات دور رفت در ۲۲ و ۲۳ آوریل و مسابقات دور برگشت در ۲۹ و ۳۰ آوریل ۲۰۰۸ برگزار شد.
| تیم ۱    | نتیجه‌نهایی | تیم ۲          | بازی رفت | بازی برگشت |
| -------- | ---------- | -------------- | -------- | ---------- |
| لیورپول  | ۳–۴        | چلسی           | ۱–۱      | ۲–۳ (و.ا.) |
| بارسلونا | ۰–۱        | منچستر یونایتد | ۰–۰      | ۰–۱        |

### فینال
فینال لیگ قهرمانان اروپا ۲۰۰۸ در ۲۱ مه ۲۰۰۸، در ورزشگاه لوژنیکی، مسکو برگزار شد. مسابقه فینال مابین منچستر یونایتد و چلسی برگزار شد. این نخستین بار بود که دو تیم از انگلستان فینال معتبرترین مسابقات فوتبال اروپایی را برگزار می‌کردند.
منچستر پس از آنکه بازی در پایان وقت اضافه با تساوی ۱–۱ دنبال می‌شد، در ضربات پنالتی با نتیجه ۶–۵ به پیروزی رسید و فاتح مسابقات شد. با گل دقیقه ۲۶ کریستیانو رونالدو منچستر از چلسی پیش افتاد اما فرانک لمپارد پیش از پایان نیمه نخست کار را به تساوی کشاند. رایان گیگز در اواخر نیمه دوم به‌عنوان بازیکن تعویضی وارد زمین شد و ۷۵۹مین مسابقه خود با لباس یونایتد، که رکوردی جدید برای باشگاه بود را به انجام رساند. در اوایل وقت اضافه جان تری ضربهٔ گیگز را از روی خط دروازه برگرداند، در حالی‌که چلسی دو بار تیرک دروازه منچستر را به لرزه درآورد. در اواسط نیمه دوم وقت اضافه دیدیه دروگبا پس از آنکه در مقابل چشمان داور، به صورت نمانیا ویدیچ سیلی زد، از زمین مسابقه اخراج شد.
در پایان ۱۲۰ دقیقه، مسابقه دو تیم با تساوی ۱–۱ به پایان رسید و تعیین قهرمان به ضربات پنالتی موکول شد. در دور سوم ضربات پنالتی، پس از آنکه ضربهٔ کریستیانو رونالدو توسط پیتر چک مهار شد، چلسی پیش افتاد. در دور پنجم جان تری می‌توانست با به‌ثمر رساندن ضربهٔ خود، موجبات قهرمانی چلسی را فراهم کند، اما کاپیتان چلسی پیش از ضربه به توپ، تعادل خود را از دست داد و در نتیجه ضربهٔ او به تیرک دروازه اصابت کرد. در دور هفتم ضربات پنالتی، رایان گیگز ضربهٔ خود را به‌ثمر رساند و ضربهٔ نیکولا آنلکا توسط ادوین فن در سار مهار شد تا در نهایت منچستر با پیروزی ۶–۵ در ضربات پنالتی، به سومین قهرمانی خود در لیگ قهرمانان اروپا دست یابد.
منچستر یونایتد پس از قهرمانی در این مسابقات، به‌عنوان نماینده یوفا راهی جام باشگاه‌های جهان ۲۰۰۸ شد.
جزئیات
| منچستر یونایتد                                          | ۱–۱ (و.ا.)   | چلسی                                             |
| ------------------------------------------------------- | ------------ | ------------------------------------------------ |
| رونالدو ۲۶'                                             | گزارش مچ‌سنتر | لمپارد ۴۵'                                       |
| ضربات پنالتی                                            |              |                                                  |
| توس · کریک · رونالدو · هارگریوز · نانی · اندرسون · گیگز | ۶–۵          | بالاک · بلتی · لمپارد · کول · تری · کالو · آنلکا |

## قهرمان
| قهرمان لیگ قهرمانان اروپا ٠٨-٢٠٠٧ |
| --------------------------------- |
| منچستر یونایتد                    |
| سومین قهرمانی                     |

## آمار
آمار، بدون در نظر گرفتن مرحله مقدماتی است.
| رتبه | بازیکن             | تیم            | تعداد گل | دقایق بازی |
| ---- | ------------------ | -------------- | -------- | ---------- |
| ۱    | کریستیانو رونالدو  | منچستر یونایتد | ۸        | ۱۰۶۲       |
| ۲    | لیونل مسی          | بارسلونا       | ۶        | ۷۵۵        |
| ۲    | فرناندو تورس       | لیورپول        | ۶        | ۹۰۵        |
| ۲    | دیدیه دروگبا       | چلسی           | ۶        | ۱۰۷۱       |
| ۲    | استیون جرارد       | لیورپول        | ۶        | ۱۱۴۴       |
| ۶    | رایان بابل         | لیورپول        | ۵        | ۶۱۹        |
| ۶    | زلاتان ابراهیموویچ | اینتر میلان    | ۵        | ۶۲۵        |
| ۶    | فردریک کانوته      | سویا           | ۵        | ۷۱۴        |
| ۶    | رائول              | رئال مادرید    | ۵        | ۷۱۵        |
| ۶    | دیوید              | فنرباغچه       | ۵        | ۸۴۴        |
| ۶    | درک کویت           | لیورپول        | ۵        | ۸۹۲        |

| رتبه | بازیکن          | تیم         | تعداد پاس | دقایق بازی |
| ---- | --------------- | ----------- | --------- | ---------- |
| ۱    | الکس            | فنرباغچه    | ۶         | ۸۴۸        |
| ۲    | رونالدینیو      | بارسلونا    | ۵         | ۷۲۰        |
| ۳    | روبینیو         | رئال مادرید | ۴         | ۴۱۸        |
| ۳    | پردراج دورویچ   | المپیاکوس   | ۴         | ۵۸۳        |
| ۳    | رود فن نیستلروی | رئال مادرید | ۴         | ۶۳۸        |
| ۳    | آندره‌آ پیرلو    | میلان       | ۴         | ۷۰۴        |
| ۳    | استیون جرارد    | لیورپول     | ۴         | ۱۰۹۳       |

### بیشترین تماشاگر
| رتبه | تیم            | ورزشگاه          | مجموع تماشاگران | تعداد بازی | میانگین |
| ---- | -------------- | ---------------- | --------------- | ---------- | ------- |
| ۱    | بارسلونا       | نیوکمپ           | ۴۵۷٬۶۱۵         | ۶          | ۷۶٬۲۶۹  |
| ۲    | منچستر یونایتد | الدترافورد       | ۴۴۸٬۸۳۶         | ۶          | ۷۴٬۸۰۶  |
| ۳    | رئال مادرید    | سانتیاگو برنابئو | ۲۷۰٬۱۰۵         | ۴          | ۶۷٬۵۲۶  |
| ۴    | آرسنال         | امارات           | ۲۹۹٬۵۲۲         | ۵          | ۵۹٬۹۰۴  |
| ۵    | سلتیک          | سلتیک پارک       | ۲۳۳٫۱۲۴         | ۴          | ۵۸٫۲۸۱  |
| ۶    | شالکه ۰۴       | آرنا اوف‌شالکه    | ۲۶۹٫۷۵۵         | ۵          | ۵۳٫۹۵۱  |
| ۷    | اشتوتگارت      | گوتلیب-دایملر    | ۱۵۴٫۱۲۵         | ۳          | ۵۱٫۳۷۵  |
| ۸    | رنجرز          | آیبروکس          | ۱۵۰٫۰۱۲         | ۳          | ۵۰٫۰۰۴  |
| ۹    | میلان          | سن سیرو          | ۱۹۵٫۰۶۷         | ۴          | ۴۸٫۷۶۷  |
| ۱۰   | فنرباغچه       | شکری سراج‌اوغلو   | ۲۳۱٫۴۵۱         | ۵          | ۴۶٫۲۹۰  |

منبع: